# Hendrik Tonckens
Hendrik Tonckens (Voorwijk bij de Wijk, 23 oktober 1793 - Peize, 30 maart 1877) was een Nederlands politicus.

## Leven en werk
Tonckens was een zoon van het lid van de Loffelijken Etstoel der Landschap Drenthe, mr. Wijncko Tonckens en Maria Vos. Hij studeerde rechten aan de universiteit van Groningen en promoveerde aldaar in 1818. Tonckens huwde op 30 november 1826 met de weduwe Catharina Johanna Wilhelmina van Glockman. Zij was gehuwd geweest met mr. Gijsbert Carel Ferdinand Gasinjet een welgestelde advocaat in Peize, die van 1812 tot 1819 burgemeester van Eelde en Peize was. Tonckens was van 1823 tot 1856 burgemeester van Eelde. Hij volgde in 1823 zijn neef Warmolt Tonckens op als burgemeester. Hij was van 1835 tot 1850 tevens lid van Provinciale Staten van Drenthe. Een andere neef Johannes Tonckens was burgemeester van Norg.

## Garde d'honneur
Tonckens was een van de elf jongemannen uit gegoede kringen, die in 1813 ingedeeld werden in de Drentsche Garde d' honneur in het leger van Napoleon. Hij diende zich op 17 mei 1813 te melden bij het kantoor van de prefecture in Groningen met paard of 600 franc. Op 28 juni 1813 werd zijn detachement in Groningen verzameld en op 30 juni vertrokken zij naar Tours om klaargestoomd te worden voor de krijgsverrichtingen in Duitsland. De Drenten, onder leiding van Dubbeld Hemsing van der Scheer (later een van de drie podagristen), namen deel aan de slag bij Leipzig. Daarna nam een deel van hen, waaronder Tonckens, de benen en vluchtte terug naar Drenthe.

## Huize Woldrust
Na het overlijden van zijn vrouw in 1836 kwam Tonckens, samen met zijn stiefzoon Lodewijk Karel Ferdinand Gasinjet, in het bezit van het landgoed Woldrust in Peize. Dit landgoed was in het bezit geweest van de eerste man van zijn weduwe en aangelegd door diens vader mr. Petrus Gasinjet. In 1840 nam Tonckens het aandeel van zijn stiefzoon over en liet in 1846 een nieuw landhuis Woldrust bouwen. Tonckens raakte echter in de financiële problemen en zijn bezittingen werden in 1867 in het openbaar verkocht.
- International Standard Name Identifier: 0000 0003 9482 0079
- Nederlandse Thesaurus van Auteursnamen: 072559772
- Virtual International Authority File: 289433551
- WorldCat: E39PBJkMKdgFpdX7WvpYy6FdwC